# ديب

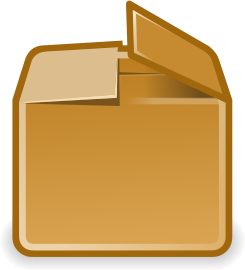

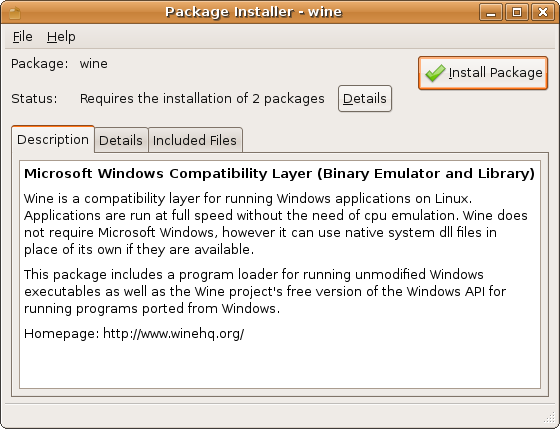
لقطة من برنامج جي ديبي

ديب  (بالإنجليزية: deb) هو امتداد صيغة حزم برمجيات دبيان ويستخدم الاسم لحزم دبيان الثنائية (تنفيذية). وحزمة دبيان ملف مضغوط باستخدام برنامج اسمه ar.
الاسم ديب هو اختصار لأول ثلاثة حروف من كلمة دبيان الماخوذة من جمع أول ثلاثة حروف من اسم مؤسس دبيان إيان موردوك وصديقته ديبرا التي هي الآن زوجته. حزم دبيان تستخدم أيضاً في التوزيعات المبنية على دبيان، مثل اوبنتو وغيرها.

## أنواع حزم دبيان
- حزم ثنائية: والتي تحتوي على الملفات التنفيذية، وملفات اعداد. وتُوزَّع هذه الحزم في شكل أرشيف دبيان يحمل اللاحقة «.ديب». ويتم تفكيك هذه الحزم (تنصيبها) بواسطة الأداة ديبكونف.
- حزم مصدرية،

## تنفيذ
منذ دبيان 0,93, تحتوي حزمة دبيان على ثلاثة ملفات أرشيف:
- debian-binary: يحتوي على إصدار debhelper الذي استخدم وقت بناء الحزمة.
- control.tar.gz يتحكم في الحزمة كان يحدد اسم الحزمة والمستلزمات وإذا كان يجب تنفيذ شيء معين قبل تركيب الحزمة أو بعد التركيب أو عند ازالة الحزمة أو قبل ازالتها.
- data.tar.gz ويحتوي هذا الملف على البرنامج المراد تركيبه